# Alain Chamfort
Pour les articles homonymes, voir Chamfort.
 (mars 2024).
Si vous disposez d'ouvrages ou d'articles de référence ou si vous connaissez des sites web de qualité traitant du thème abordé ici, merci de compléter l'article en donnant les références utiles à sa vérifiabilité et en les liant à la section « Notes et références ».
Alain Chamfort, né Alain Le Govic le 2 mars 1949 dans le 11e arrondissement de Paris, est un auteur-compositeur-interprète français.
Il est remarqué par Claude François, qui lui fait enregistrer ses premiers succès comme Adieu mon bébé chanteur et L'Amour en France, qui lui valent d'être catalogué « chanteur à minettes ». Il quitte cet univers en 1976 en signant chez CBS afin de changer de style et d'avoir une totale liberté artistique.
En 1979, il interprète Manureva, qui reste à ce jour le plus grand succès de sa carrière en s'étant vendu à plus d'un million d'exemplaires.

## Biographie

### La jeunesse
La famille Le Govic habite Clichy dans un petit deux-pièces d'un premier étage sur cour. Pendant l'été 1952, elle déménage à Eaubonne dans le Val-d'Oise. Il y vit dans une résidence tranquille, dans la campagne et les vergers. Dès son plus jeune âge, Alain apprend le piano qui deviendra son instrument de prédilection. Il prend des cours avec un professeur dans une des arrières salles du casino de la ville d'Enghien. Il passe ensuite plusieurs concours en 1957, 1958 et 1959 et remporte le concours Nérini au cours duquel ses prestations sont enregistrées sur un disque monoface pour offrir à sa famille. 
Devenu adolescent, il renonce à entrer au Conservatoire de Paris, alors qu'il s'y était préparé. Dès 11 ans, assez rapidement son premier groupe avec un ami, "Les Dreamer's"[pas clair]. Avec un troisième musicien, ils jouent principalement des standards de jazz d'Art Blakey, Jazz Messengers, Erroll Garner, John Coltrane, Art Tatum...
On lui offre ensuite un orgue, un instrument qui le faisait rêver.

### Les débuts
Alain Chamfort finit par quitter ce groupe pour se joindre au groupe "Les Shakers" de Houilles avec qui il gagne un concours de meilleur orchestre sur le tremplin du Golf Drouot qui avait lieu tous les vendredis soir. Devenu "Les Murator's", le groupe joue très fidèlement le répertoire des Beatles, des Rolling Stones ou des Yardbirds, avec leur chanteur Richard, tous les dimanches après-midi à Argenteuil, à la "Porte Saint-Germain", dans une salle louée, située au-dessus d'un magasin de meubles, devant tous leurs jeunes fans venant de toute la région, pendant plusieurs années. Ils sont équipés de matériels de professionnel....L'une de leurs fans, la chanteuse Séverine fait connaissance, et rejoint le groupe pour chanter Goldfinger et des chansons en vogue de ces années-là. Le groupe finit par se séparer après plusieurs années de succès. Alain rejoint alors les Mods et en devient le leader, et pour la première fois, se met au chant. Les "Mods" signent chez Vogue et enregistrent un 45 tours dont la chanson principale J'veux partir est composée par Alain. Ils sortent ensuite un deuxième 45 tours sans succès. La chance vient aux "Mods" grâce à Jacques Dutronc qui les repère et leur propose de l'accompagner ponctuellement sur sa chanson Et moi, et moi, et moi pour quelques émissions de télévision du moment. Dutronc finit par reprendre ses anciens musiciens, mais propose à Alain de rester avec lui, conquis par ses qualités de claviériste et de présence discrète pour compléter son groupe, ainsi qu'à un autre membre des Mods, Jean-Pierre Alarcen guitariste.
Alain Chamfort enregistre plusieurs titres avec Dutronc, comme On nous cache tout, on nous dit rien, La Fille du Père Noël, Les Play-Boys, J'aime les filles (où Alain joue toutes les introductions au piano), Les Cactus, etc. Il participe ainsi au 1er album de Dutronc qui est publié en octobre 1966. Alain quitte ensuite Dutronc au bout de deux années, pour enregistrer quelques titres seul — et sous le nom d'Alain Legovic (son vrai nom étant Alain Le Govic) — en signant[Quoi ?] avec Dick Rivers qu'il a rencontré lors des événements de mai 68.
Au retour d'un séjour à Londres, il enregistre un nouveau 45 tours avec Étienne Roda-Gil, le parolier de Julien Clerc à l'époque. De 1968 à 1970, Alain enregistre cinq 45 tours qui ne rencontrent aucun succès. L'un des derniers disques ne sera même pas commercialisé, un autre ne paraîtra qu'en Allemagne.
En 1971, il est choriste dans un groupe lors de l'édition 1971 de l'Eurovision, qu'il remporta pour Monaco, avec la chanteuse Séverine.

### Les premiers succès et un difficile changement de cap
Il rencontre Claude François en tant qu'auteur-compositeur, pour lui proposer des chansons, Claude François lui demande alors de travailler avec lui, c'est la période Flèche. Tout d'abord, il est compositeur avec Michel Pelay pour certains artistes et choristes, puis grâce à une proposition de Claude François, pour faire un disque, d'abord une maquette avec Michel Pelay où ils chantent ensemble, puis d'un commun accord, il est décidé qu'Alain Chamfort chantera seul.
Claude François trouve le nom Alain Le Govic trop marqué régionalement (la Bretagne) et cherche un pseudonyme dans le dictionnaire des noms propres. Les deux artistes se mettent d'accord sur « Chamfort ». Après un premier 45 tours, Dans les ruisseaux, en 1972, il enchaîne les succès commerciaux (Signe de vie, signe d'amour, L'Amour en France, Je pense à elle, elle pense à moi, Adieu mon bébé chanteur) et les tournées, et devient malgré lui un chanteur à minettes.
A cette même période,  son premier fan-club voit le jour en Belgique. C'est Raymond Tellier et sa femme Liliane qui ont mis cela en route à Braine-l'Alleud (rue Jules Hans).
c'est peut être pour cela qu'il garde toujours un lien particulier avec la Belgique. 
Il reprendra en 1975 la chanson de Barry Manilow Could It Be Magic en français (Le Temps qui court) sans grand succès. C'est Donna Summer qui fera décoller cette chanson l'année suivante.
Ensuite, avec le succès et la jalousie maladive de son patron, les rapports avec Claude François vont se détériorer rapidement (il ne chantait pas des textes en rapport avec ses convictions). Alain quitte le label Flèche et continue sa carrière seul. Il emmène avec lui Gérard Louvin, qui devient, jusqu'en 1982, le gérant de la société de production de Chamfort (ACO Music) et le manager d'Alain Chamfort, et Michel Pelay.
En 1976, il signe chez CBS Disques avec une liberté totale dans le choix artistique. La même année, il se consacre à l'enregistrement de son premier album (l'album publié chez Flèche n'est qu'une compilation des 45 tours déjà sortis). En 1977, il fait les chœurs pour l'album de Véronique Sanson : Hollywood. À l'automne 1976, l'album Mariage à l'essai sort dans les bacs. Ce disque est un changement radical de style, après les six années passées avec Claude François, mais le succès se fait attendre.

### Le renouveau: Gainsbourg,Manurevaet les autres
En 1977, Alain Chamfort décide avec l'accord de sa maison de disques, d'enregistrer son album suivant (Rock'n rose) dans un studio de Los Angeles, dont les musiciens l'ont fasciné par la qualité de leur jeu, leur perfectionnisme et leur sérieux, lors de l'enregistrement de l'album de Véronique Sanson. Durant l'été 1977, il part avec les compositeurs Michel Pelay et Jean-Noël Chaléat à Los Angeles et choisit des musiciens dont Jeff, Steve et Mike Porcaro, qui formeront plus tard le groupe Toto. Les percussions et cordes ont été d'abord enregistrées à Londres. Pour les textes, il fait appel à Serge Gainsbourg.
Le second album, Rock'n rose sort en septembre et ne connaît qu'un succès moyen malgré les titres Joujou à la casse et Baby Lou. Après avoir publié un 45 tours en 1978, enregistré à Londres et collaboré avec son complice Jean-Noël Chaléat pour le maxi single instrumental Araxis Space Ship, il repart à Los Angeles pour préparer son troisième album Poses. Il compose la musique avec Jean-Noël Chaléat, les textes sont de nouveau écrits par Serge Gainsbourg, notamment ce qui sera son plus grand tube, Manureva, classé 2e en France durant tout le mois de janvier 1980 et 19e en Espagne au cours de l'été de la même année.
Cette chanson demeure à ce jour la plus célèbre de son répertoire. À l'origine, elle doit s'appeler Adieu California mais Chamfort n'est pas convaincu par la première version écrite par Gainsbourg. C'est à l'occasion d'un dîner que ce dernier entend parler du navigateur disparu Alain Colas et de son bateau Manureva. Le sujet lui inspire directement les paroles de la chanson qui, en plus de devenir un considérable succès, s'avère être un morceau de disco mélancolique révélant un travail de production inventif. D'une manière plus générale, la nouvelle orientation musicale d'Alain Chamfort, teintée de « nouveau romantisme », n'est pas sans rappeler les productions anglaises de Duran Duran ou Roxy Music. Gainsbourg n'écrit que quelques textes de l'album (Manureva, Démodé et Bébé Polaroïd). Pour les autres, Alain Chamfort fait appel à Jean-Michel Rivat (Géant, Béguine), Jay Alanski (Palais royal, Toute la ville en parle) et Jane Birkin (Let Me Try Again). Manureva se vend à près d'un million d'exemplaires et permet à Alain de renouer avec le succès qu'il avait connu au début de la décennie.
En 1981 sort l'album Amour année zéro, enregistré à Los Angeles, qui est une nouvelle collaboration entre Serge Gainsbourg et Alain Chamfort (pour huit des neuf titres de l'album). La chanson Bambou est un succès avec 200 000 exemplaires vendus en France.
En 1983 il produit le deuxième album de Lio, Amour toujours, pour lequel il compose notamment la chanson La Reine des pommes.
Puis, débute une période durant laquelle la musique d'Alain Chamfort s'inscrit plus nettement dans une mouvance que l'on peut associer à la new wave naissante, tout en conservant le côté « nouveau romantisme » abordé quelques années plus tôt, avec l'utilisation marquée d'instruments électroniques comme les synthétiseurs (en collaboration avec Wally Badarou notamment), qui accompagnent des mélodies pop sucrées et des thèmes à la saveur exotique, évoquant les voyages ou encore l'Orient. Les albums s'enchaînent jusqu'au tout début des années 1990, faisant de Chamfort une figure incontournable de la musique pop française de cette époque-là : Bambou, Chasseur d'ivoire, Paradis, Bons baisers d'ici, Rendez-vous, Traces de toi, La Fièvre dans le sang, Souris puisque c'est grave, sont autant de succès.

### Période plus délicate et nouvelle voie

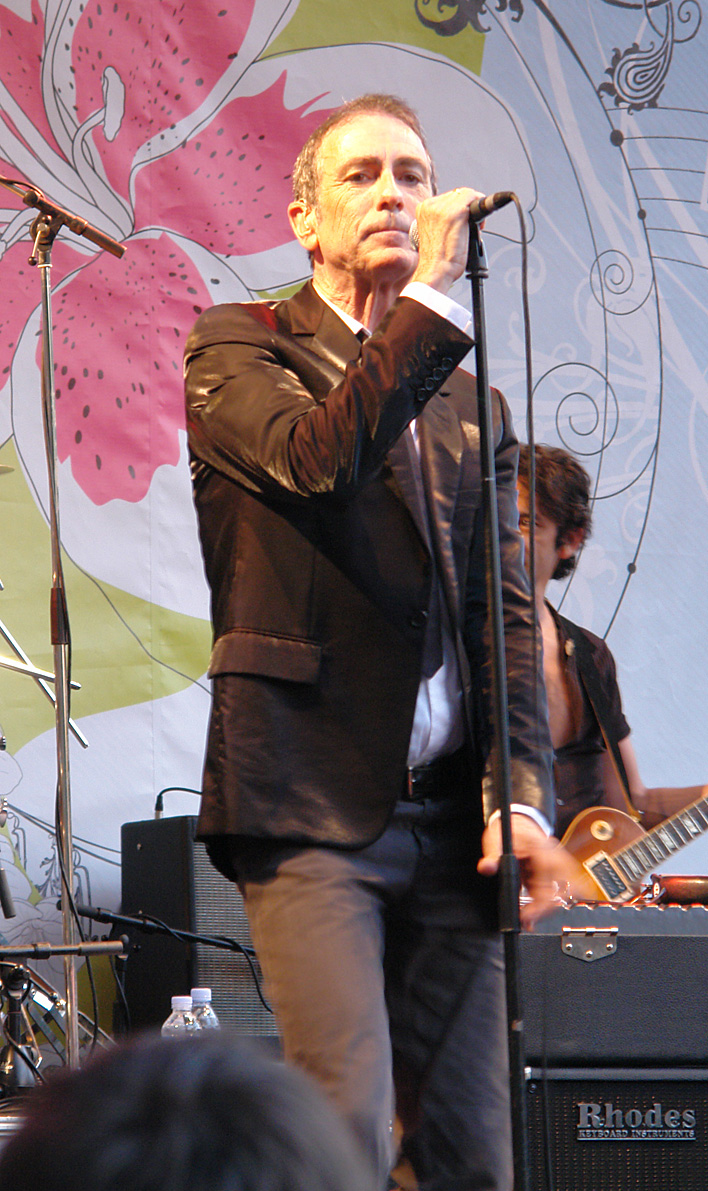
Alain Chamfort à Paris Plage en 2006.

Les années 1990 se révèlent finalement plus difficiles pour Alain malgré quelques titres marquants, comme Clara veut la lune ou L'ennemi dans la glace (Victoire de la musique du meilleur vidéo-clip en 1994, réalisé par Jean-Baptiste Mondino). Avec cette baisse de succès et de vente de disques, son contrat avec Sony n'est pas reconduit : sa période de gloire semble passée. Après avoir publié en 2000 la compilation Ce n'est que moi, il signe chez « Delabel » et sort en 2003 l'album Le Plaisir. Lorsque le Label arrête ses comptes fin décembre, il estime que le disque, sorti en septembre, n'affiche pas des chiffres de vente suffisants. Alain Chamfort est alors contraint de quitter la maison de disques.
Il rebondit dès lors en 2004 avec le clip des Beaux Yeux de Laure, remarqué par les médias et très diffusé : il remporte la Victoire de la musique du meilleur vidéo-clip l'année suivante.
Depuis 2005, il a signé avec un label indépendant, XIII Bis Records, et s'est fait remarquer en donnant un concert surprise au Jardin du Luxembourg. Il donne une série de concerts à l'Alhambra où il reprend ses plus grands succès ainsi que des chansons en duo « virtuel » via une série d'écrans, avec Michel Delpech, Vincent Delerm et Jane Birkin (en 1998, il avait composé Les clés du Paradis pour le premier album non Gainsbourg de cette dernière, À la légère).
En 2007, il contribue au cinquième album de Vanessa Paradis, Divinidylle, avec Junior Suite, une chanson qu'il a écrite pour elle en 2000 et qui devait initialement figurer sur l'album Bliss de la chanteuse.
Le 16 février 2010, il sort un nouvel album intitulé Une vie Saint Laurent. Consacré à Yves Saint Laurent, il est écrit par Pierre-Dominique Burgaud et réalisé par Jean-Philippe Verdin. Disponible en digital et en physique exclusivement sur le site vente-privee.com, l'album connaît un succès public et critique, réalisant un bon démarrage avec 7 962 exemplaires vendus en une semaine,.
En 2012, il sort un nouvel album intitulé Elles et lui, une collection de duos reprenant ses principaux succès, où chaque titre est chanté avec une femme différente.
Il fait partie des 60 artistes du Collectif Paris Africa réunis pour l'UNICEF pour la lutte contre la crise nutritionnelle et alimentaire qui frappe quatre pays de la Corne de l'Afrique.
Il publie le 20 avril 2018 son quinzième album, Le Désordre des choses.

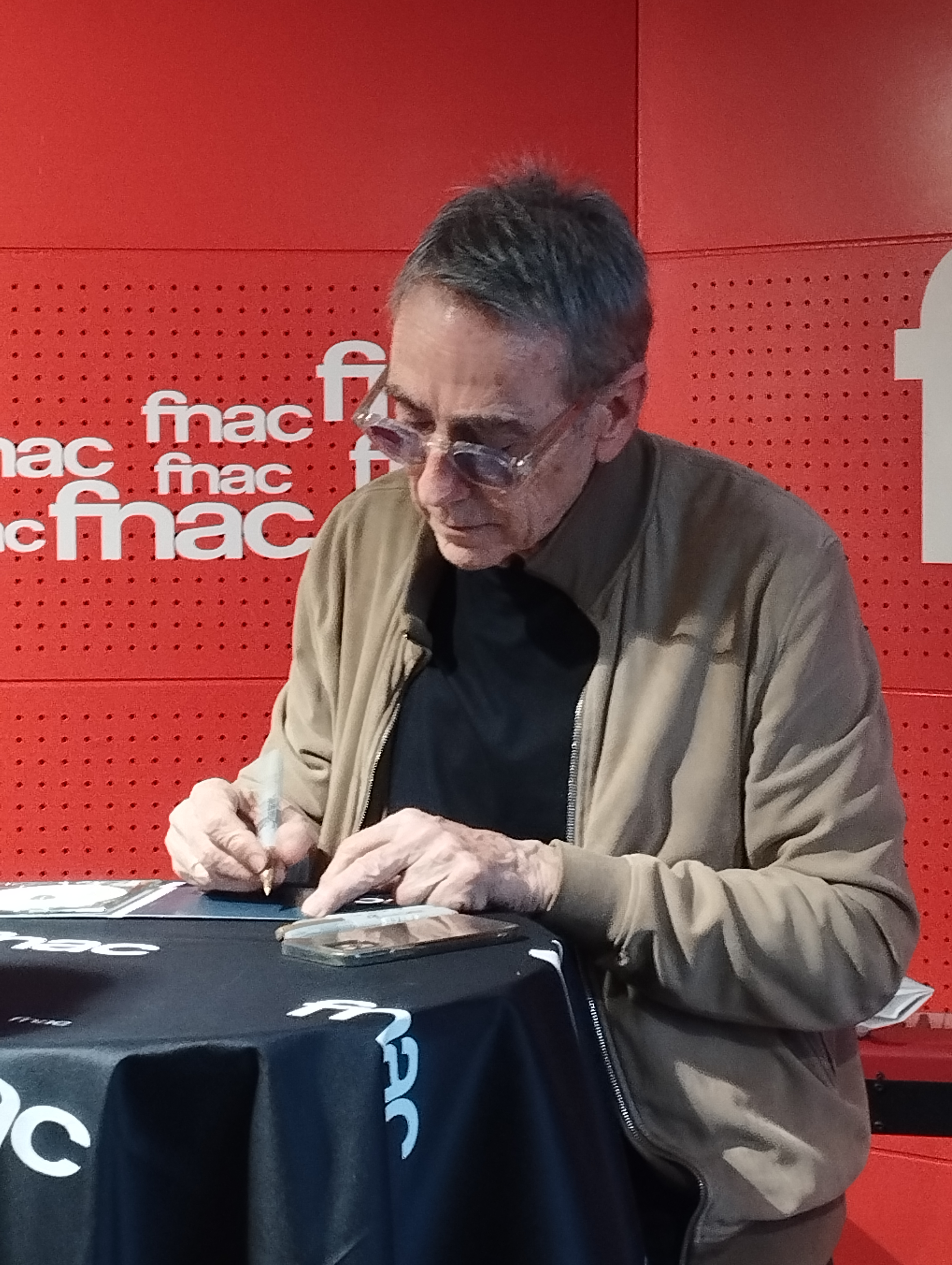
Alain Chamfort en dédicace à la Fnac de Saint-Lazare, à Paris, le 22 mars 2024.

En 2020, Chamfort organise, avec Olivier Gluzman, des reprises inédites de plusieurs de ses plus grands titres, réorchestrés par Nobuyuki Nakajima. Il doit être accompagné par l'Opéra Orchestre national Montpellier, sous la direction de Gwennolé Rufet. Alors que la première est prévue le 31 octobre, le deuxième confinement liée à la pandémie de Covid-19 interdit au public de venir. Le spectacle a tout de même lieu, mais est enregistré dans une salle sans public. La captation donne lieu à un disque, Symphonique Dandy, sorti le 3 décembre 2021,.
En janvier 2024, Alain Chamfort annonce au micro de RTL mettre un terme à sa carrière, qui se conclura avec la sortie de son dernier album, L'Impermanence, fruit de sa collaboration avec Sébastien Tellier, prévue pour mars de la même année. Un EP 4 titres "Alain Chamfort produit par Sébastien Tellier" sort mi janvier 2024 chez BMG. Toutefois, en mars 2024, il précise que si L'Impermanence est son dernier album studio, en raison d'un format n’étant plus, selon lui, adapté aux habitudes d’écoute actuelles comme le streaming,,, il continuera d'écrire et de chanter, pour des singles ou des EP quatre titres, ainsi que faire de la scène avec une prochaine tournée en 2025, tant que l’envie et le plaisir l'animeront,,.

### Cinéma et télévision

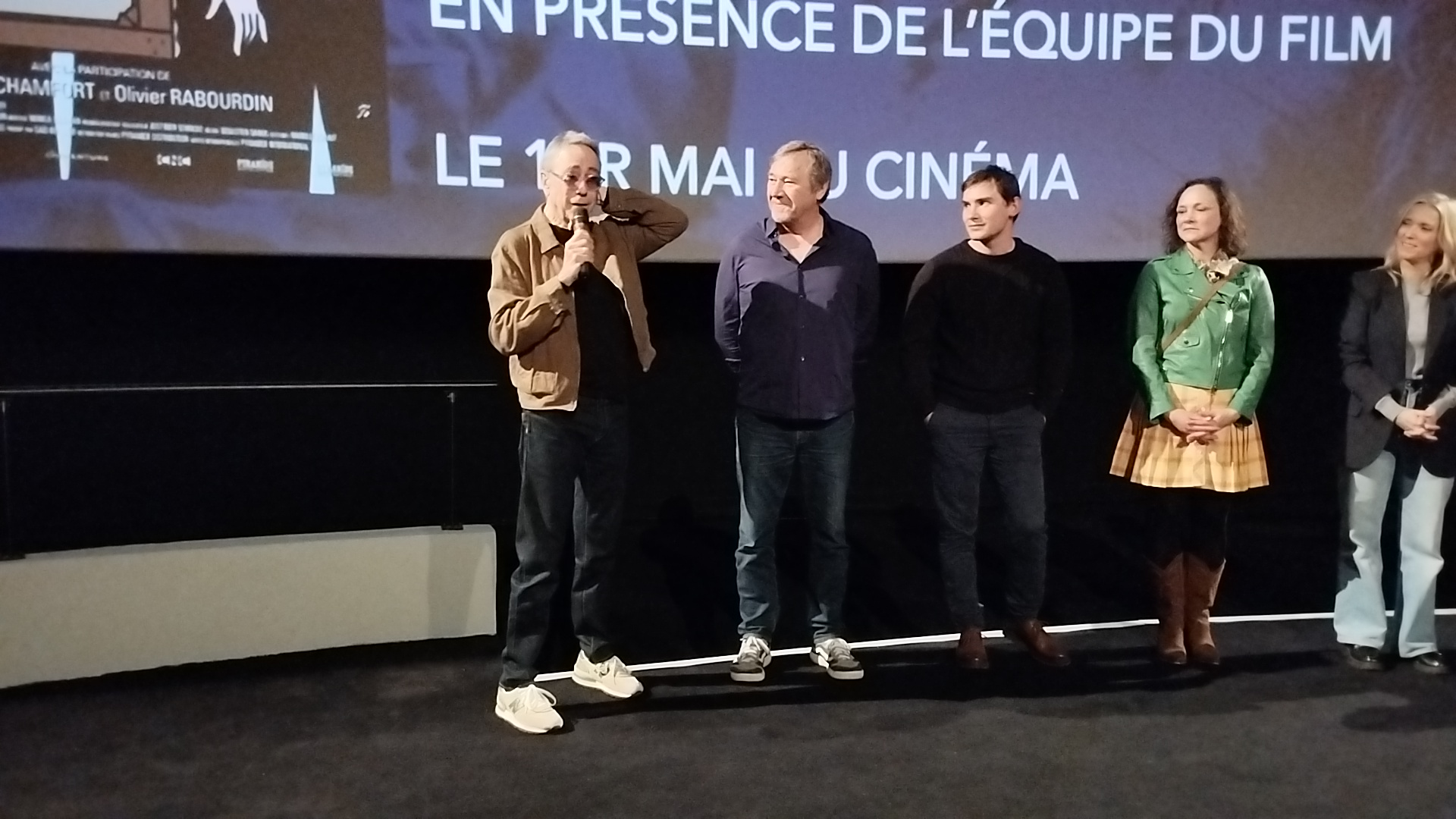
Alain Chamfort à l'avant-première du Tableau volé à l'UGC Ciné Cité Les Halles, le 29 avril 2024.

Alain Chamfort compose aussi pour le cinéma : il travaille avec Jean-Pierre Mocky (À mort l'arbitre en 1984) il écrit la musique du film et le générique Backdoor Man dont il choisit Viktor Lazlo comme interprète ;  Arnaud Sélignac (Eye of the Wolf en 1995) qui l'avait sollicité comme acteur dans son téléfilm Une femme pour moi en 1993. On le retrouve dans le court-métrage Men/Toys/Girl en 2001.
En 2011, il participe à l'épreuve de « La maison des juges » de l'émission X-Factor sur M6, en tant que bras-droit d'Olivier Schultheis, chargé du groupe des filles de moins de 25 ans.
En 2012, il tourne dans le film Les Jeux des nuages et de la pluie (sortie 2013) dans lequel il donne la réplique à Hiam Abbass.
En 2013, il assiste Jenifer dans la saison 2 de The Voice, la plus belle voix au moment des battles.
En 2014, il participe à la première de l'émission Stars au grand air avec Patrick Bruel, Amel Bent et Bénabar, diffusée sur TF1 et enregistrée à l'automne 2013 dans une maison du Gers.

### Autres activités
En 2004, il devient membre du conseil d'administration de la SACEM.
En 2007, il est fait Chevalier de la Légion d'honneur.
En 2009, il participe à la Commission Culture et Université présidée par Emmanuel Ethis.
En septembre 2018, à la suite de la démission de Nicolas Hulot, il signe la tribune contre le réchauffement climatique intitulée Le Plus Grand Défi de l'histoire de l'Humanité, qui parait à la « Une » du journal Le Monde, avec pour titre L'appel de 200 personnalités pour sauver la planète.

## Vie privée
Il a cinq enfants avec trois compagnes. Avec sa première compagne, Corinne : Clémentine, née le 11 mai 1977, Gary et Lucas nés le 3 novembre 1980. Tess née le 24 septembre 1997 avec Claire, une mannequin rencontrée en 1987. Puis il a rencontré Nathalie en 2005, une styliste avec laquelle il a eu Lucien, né le 13 mai 2009,.
Il a aussi deux petits-enfants.
Il a aussi eu une relation entre 1979 et 1985 avec la chanteuse Lio,.

## Distinctions

### Décorations
- Chevalier de la Légion d'honneur (2007)[32]
- Officier de l'ordre national du Mérite Il est promu directement au grade d'officier par décret du 14 novembre 2016 pour ses 44 ans de services[33].
- Commandeur de l'ordre des Arts et des Lettres (2018)[34]

### Médaille
- Médaille de la Ville de Paris, échelon Vermeil (2011)[35]

## Discographie
Grâce au soutien de Claude François, Alain Chamfort connaît ses premiers succès avec les titres Dans les ruisseaux et Signe de vie, signe d'amour, en 1972. Catalogué, à l'époque, « chanteur à minettes », il connaît le succès avec des chansons sentimentales. Il compose trois titres pour Claude François : Des Roses de Noël (1970), Vivre de soleil (1970) et Plus rien qu'une adresse en commun (1971), adapté aux États-Unis par Paul Anka. Il quitte Claude François après le tube, Le temps qui court (1975), une adaptation de la chanson Could It Be Magic de Barry Manilow, reprise également par Donna Summer.
Souhaitant se défaire de son étiquette, il enregistre Mariage à l'essai, en 1976, un album différent de ce qu'il a produit. Serge Gainsbourg sauve la carrière du jeune chanteur et collabore à l'album Rock'n Rose, avec des titres Baby Lou et Joujou à la casse, puis à l'album Poses, en 1979, où figure l'énorme succès de l'année 1979, Manureva qui se vend à un million d'exemplaires. Sur leur dernière production ensemble, se détachent les titres Amour année zéro, et avec Wally Badarou aux synthés, Malaise en Malaisie, Bambou, Chasseur d'ivoire et Paradis, que signe E. Hagen Dierks, alias Jacques Duvall).
Depuis 1983, Alain Chamfort travaille avec Duvall et connaît quelques succès, comme Traces de toi, La Fièvre dans le sang, Souris puisque c'est grave et Clara veut la lune. En 2003, après quelques échecs commerciaux, Chamfort revient sur le devant de la scène avec l'album Le Plaisir où figure Le Grand retour. Malgré cette chanson, l'album n'a pas le succès escompté. Remercié par sa maison de disques, Alain réalise le clip Les Beaux Yeux de Laure, que les Victoires de la Musique récompensent. Ensuite il reprend avec Mylène Jampanoï un titre de Serge Gainsbourg de 1971, La décadanse.
En 2025, le DJ belge Aeroplane (en) produit un EP de 4 remixes des titres emblématiques de sa carrière.

La carrière d'Alain Chamfort connaît des hauts et des bas et des chansons qui marquent la chanson française. Selon Infodisc, il est classé à la 220e place des ventes de disques cumulées en France avec  3 267 300 disques vendus (2 449 000 singles et 818 300 albums).

## Principales chansons
- Dans les ruisseaux, Signe de vie, signe d'amour (1972)
- L'Amour en France, Je pense à elle, elle pense à moi, L'Amour n'est pas une chanson (1973)
- Adieu mon bébé chanteur, Madona Madona, Un coin de vie (1974)
- La Musique du samedi, Le Temps qui court (1975)
- Mariage à l'essai (1976)
- Joujou à la casse, Baby Lou (1977)
- Seul à la fin (1978)
- Manureva, Géant, Palais royal  (1979)
- Bambou, Paradis, Chasseur d'ivoire, Amour, année zéro (1981)
- Bons baisers d'ici, Rendez-vous, L'Infidèle (1983)
- Traces de toi, La Fièvre dans le sang, Revenir avec vous, Déchaîne-moi (1986)
- Souris puisque c'est grave (1990)
- Ce ne sera pas moi, L'amour samplé (1991)
- Clara veut la lune, L'ennemi dans la glace (1993)
- Tombouctou, Ce n'est que moi, Qu'est-ce que tu as fait d'mes idées noires ?, Les Majorettes (1997)
- Le Grand retour, Les Beaux Yeux de Laure (2003)
- La Décadanse (avec Mylène Jampanoï) (2006)
- Joy (2015)
- Exister, Tout est pop (2018)
- Whisky Glace, La Grâce (2024)

## Filmographie

### Cinéma
- 2013 : Les Jeux des nuages et de la pluie[37] de Benjamin de Lajarte : Simon Wagner
- 2015 : Les Châteaux de sable d'Olivier Jahan : le père
- 2019 : Linoléum de Niki Noves : Alain Chamfort
- 2022 : Don Juan de Serge Bozon : L'homme tranquille
- 2024 : Le Tableau volé de Pascal Bonitzer : le père d'Aurore

### Télévision
- 1993 : Une femme pour moi (téléfilm) d'Arnaud Sélignac : Monsieur Guillaume Delamarre
- 2017 : La Sainte famille (téléfilm) de Marion Sarraut : Père Etienne